# Thaumiers
Thaumiers település Franciaországban, Cher megyében. Lakosainak száma 392 fő (2022. január 1.). Thaumiers Bannegon, Chalivoy-Milon, Charenton-du-Cher, Cogny, Le Pondy, Vernais és Verneuil községekkel határos.

## Népesség
A település népessége az elmúlt években az alábbi módon változott:
| Lakosok száma | 512  | 397  | 383  | 408  | 414  | 415  | 417  | 410  | 403  | 392  |
|               | 1968 | 1982 | 1990 | 2006 | 2013 | 2015 | 2017 | 2019 | 2020 | 2022 |